# Raphael Sbarge
Raphael Sbarge est un acteur, réalisateur et producteur américain, né le 12 février 1964 à New York.
Acteur assimilé aux rôles secondaires en début de carrière, il s'est notamment illustré dans des films comme Independence Day, Une bouteille à la mer ou Pearl Harbor mais aussi, avec le statut d'acteur principal, récurrent ou d'invité, au sein de nombreuses séries télévisées dont notamment Star Trek : Voyager, Le Protecteur, Prison Break, Once Upon a Time ou bien First Murder.

## Biographie

### Jeunesse
Raphael Sbarge naît à New York dans une famille centrée vers le théâtre. Sa mère, Jeanne, estt une costumière professionnelle et son père, Stephen Arnold, est un artiste, écrivain et metteur en scène,. Il commence ainsi, à l'âge de 5 ans, sa carrière d'acteur dans la série télévisée éducative pour enfants Sesame Street.

### Carrière

#### Débuts d'acteurs
En 1973, il fait ses débuts sur scène dans la pièce de théâtre, Lear (en), d'Edward Bond. En 1981, il joue Joseph Papp dans la première partie de la pièce Henri IV au Shakespeare in the Park festivals (en). L'année suivante, il fait ses débuts au théâtre de Broadway, aux côtés de Faye Dunaway dans la pièce The Curse of an Aching Heart. Par la suite, il enchaîne diverses compositions sur la scène new-yorkaise, dont Hamlet (1982), Ah, Wilderness! (1988), Les Revenants (1988), The Twilight of the Golds (1993), The Shadow Box et Voices in the Dark (1999).

#### Rôles cinématographiques
Au cinéma, il incarne divers rôles, principaux ou secondaires, au sein de longs métrages connaissant un certain succès critique ou non comme Risky Business (1983), Vision Quest (1985), Mon pote Adam (1985), Les Aventuriers de la 4e dimension (Science Project, 1985), Carnosaur (1993), Hidden 2 (1993), Babes in Toyland (1997), Independence Day (1996), BASEketball (1998), Une bouteille à la mer (1999), Pearl Harbor (2001), Home Room (en) (2002) ou encore The Duel (2015).

#### Omniprésence télévisuelle et jeux vidéo
Raphael Sbarge est apparu dans de nombreux téléfilms et séries télévisées, ce qui lui procure une reconnaissance audiovisuelle. Il a notamment joué dans les téléfilms Back to Hannibal: The Return of Tom Sawyer and Huckleberry Finn (en) en 1990, Murder 101 (en) (aux côtés de Pierce Brosnan) ou encore Quicksilver Highway (aux côtés de Christopher Lloyd) en 1997.
Au sein des séries télévisées, il multiplie et incarne de nombreux rôles récurrents, principaux ou d'invités : Star Trek: Voyager (1996), Six Feet Under (2001), Le Protecteur (2001-2004), 24 Heures chrono (2007), Mentalist, Les Feux de l'amour (2009), Dexter (2010), Once Upon a Time, avec le double rôle d'Archie Hopper, un thérapeute et son homologue de conte de fées, Jiminy Cricket de Pinocchio (2011-2018), l'inspecteur d'homicide philosophe de la SFPD David Molk dans First Murder (2014-2016), il a fait une apparition remarqué en tant que père décédé de Jimmy McGill  dans Better Call Saul (2016).
Raphael Sbarge est aussi connu pour prêté sa voix à plusieurs personnages de jeux vidéo comme Kaidan Alenko (en) dans la trilogie Mass Effect, Carth Onasi dans Star Wars: Knights of the Old Republic et Star Wars: Knights of the Old Republic II: The Sith Lords, le professeur Zei dans Avatar, le dernier maître de l'air : Le Royaume de la Terre en feu ou encore Delta 62 (RC-1262 « Scorch ») dans Star Wars: Republic Commando.

### Réalisation
En 2013, Raphael Sbarge passe derrière la caméra pour la réalisation et la production exécutive de deux web-séries, On Begley Street et Jenna's Studio.
En 2017, après avoir écrit, réalisé et produit son premier court métrage, The Bird Who Could Fly, il est présenté en avant-première au Festival du film Asiatique (Asians on Film Festival Awards).
En 2019, il réalise le documentaire LA Foodways, qui a été nommé pour un Daytime Emmy Awards dans la catégorie « Éducation / Information ».

## Théâtre
- 1973 : Lear (en), Yale Repertory Theatre (en), New Haven, Connecticut : le garçon[14]
- 1974 : Shlemiel the First (en), Yale Repertory Theatre, New Haven, Connecticut : Feivish[15]
- 1981 : Henri IV, première partie (Henry IV, Part 1), Delacorte Theater, New York : Jean de Lancastre[4]
- 1982 : The Curse of an Aching Heart, Little Theatre (devenu Hayes Theatre), Théâtre de Broadway, New York : Martin Thomas Walsh[5]
- 1982 : Hamlet, Public Theater, New York : Reynaldo / Player Queen / Apprentice Gravedigger
- 1985 : Short Change, Theatre Row Building - Samuel Beckett Theatre (en), New York : Benjamin[16]
- 1986 : Sorrow and Sons, Vineyard Theatre (en), New York[17]
- 1988 : Le marchand de glace est passé (The Iceman Cometh), Falcon Theatre, Burbank, Californie[18]
- 1988 : Ah, Wilderness! (en), Neil Simon Theatre, Broadway, New York : Richard Miller[19]
- 1988 : Les Revenants (Ghosts), 100 East 17th Street, New York : Oswald Alving[20]
- 1989 : Dutch Landscape, Mark Taper Forum (en), Los Angeles : Danny[21]
- 1991 : Picnic (en), Williamstown Theatre Festival (en), Williamstown, Massachusetts : Alan Seymour[22]
- 1991 : Booth Is Back, Williamstown Theatre Festival, Williamstown et Long Wharf Theatre (en), New Haven : Edwin Booth[23],[24],[25]
- 1993 : The Twilight of the Golds (en), Booth Theatre, Broadway, New York : David Gold[26]
- 1994 : Le Sauvage (The Wood Demon), Mark Taper Forum, Los Angeles : Leonid Stepanovich Zheltoukhin[27]
- 1994-1995 : The Shadow Box, Circle in the Square Theatre, Broadway, New York : Mark[28]
- 1995 : Time of My Life (en), Williamstown Theatre Festival Main Stage, Williamstown : Adam[29]
- 1995 : Are You Now or Have You Ever Been?, Odyssey Theatre, Los Angeles : Larry Parks[30]
- 1996 : Mad Forest (en), The Matrix Theatre Company (en), Los Angeles : Radu Antonescu[31]
- 1997 : Dangerous Corner (en), The Matrix Theatre Company, Los Angeles : Gordon Whitehouse[32]
- 1998 : Mort d'un commis voyageur (Death of a Salesman), Falcon Theatre, Burbank : Biff[33]
- 1999 : Voices in the Dark, Longacre Theatre, Broadway, New York : Owen[7]
- 2000 : La Ménagerie de verre (The Glass Menagerie), Pasadena Playhouse (en), Pasadena, Californie : Tom Wingfield[34]
- 2001 : L'Anniversaire (The Birthday Party), Matrix Theatre, Los Angeles : Stanley[35]
- 2002 : Incident at Vichy (en), Skirball Cultural Center, Los Angeles : Leduc (mise en scène sous forme de concert et enregistré devant un public en direct pour un livre audio[36])
- 2006 : La Cerisaie (The Cherry Orchard), Mark Taper Forum, Los Angeles : Semyon Panteleyevich Yepikhodov[37]
- 2006 : The Doctors Chekhov, Deaf West Theatre, Los Angeles : Anton Tchekhov (lecture sur scène[38])
- 2006 : Work Song: Three Views of Frank Lloyd Wright (en), Skirball Cultural Center, Los Angeles : George Brodelle / Grant (lecture sur scène et enregistré devant un public en direct pour un livre audio[39])
- 2008 : American Tales, Deaf West Theatre, Los Angeles : Burley / Bartleby[40]
- 2008 : The Voysey Inheritance (en), Deaf West Theatre, Los Angeles :  Edward Voysey (lecture sur scène[41])
- 2009 : The Happy Ones, South Coast Repertory theatre Company : Julianne Argyros Stage, Costa Mesa, Californie : Walter Wells[42]
- 2010 : Awake and Sing! (en), Skirball Cultural Center, Los Angeles : Sam Feinschreiber (enregistré devant un public en direct pour un livre audio[43])

## Filmographie

### Cinéma

#### Longs métrages
- 1983 : Abuse : Thomas
- 1983 : Risky Business : Glenn
- 1985 : Vision Quest : Schmoozler
- 1985 : Les Aventuriers de la 4e dimension (My Science Project) : Sherman
- 1985 : Mon pote Adam : Adam Swit
- 1988 : Appel d'urgence (Miracle Mile) : Chip (voix au téléphone)
- 1989 : Le Sang des otages (Riding the Edge) : Matt
- 1990 : Cold Dog Soup : l'homme dans le parc avec son chien
- 1993 : Carnosaur : Doc Smith
- 1994 : Hidden 2 (The Hidden II) : MacLachlan
- 1996 : Independence Day : le commander / technicien
- 1998 : Baseketball : Minnesota Spokesman (non crédité)
- 1999 : Two-Eleven : Alec Delaney
- 1999 : Gut Feeling : ?
- 1999 : Une bouteille à la mer (Message in a Bottle) : Andy
- 1999 : The Fair : Cory
- 1999 : Shiloh II (Shiloh 2: Shiloh Season) : Dr Collins (non crédité)
- 2001 : Pearl Harbor : l'assistant de Kimmel
- 2002 : Home Room : l'inspecteur Macready
- 2005 : The Work and the Glory: American Zion : Parley Pratt
- 2006 : The Work and the Glory III: A House Divided : Parley Pratt
- 2008 : Gardens of the Night : M. Whitehead
- 2008 : Man Maid : Mason van Metcalf
- 2016 : The Duel de Kieran Darcy-Smith : Dr Morris
- 2020 : There's No Such Thing as Vampires de Logan Thomas : l'inspecteur Warren[9]
- 2023 : The Exorcist: Believer de David Gordon Green

#### Courts métrages
- 2001 : Critic's Choice : Clark James
- 2014 : Vultures in the Void d'Arvin Bautista : le chef (voix)
- 2017 : Calico Queens de Charles H. Joslain : Innkeeper Thomas

#### Films d'animation
- 1997 : Babes in Toyland : Tom Piper (voix originale)

### Télévision

#### Téléfilms
- 1984 : Un tramway nommé Désir (en) (A Streetcar Named Desire) : le Collectionneur
- 1987 : Prison for Children : John Parsons
- 1987 : Baby Girl Scott : Dr Nelman
- 1987 : Cracked Up : Chris
- 1987 : Billionaire Boys Club (en) : Eric Fairmount
- 1990 : So Proudly We Hail : Henry
- 1990 : Back to Hannibal: The Return of Tom Sawyer and Huckleberry Finn : Tom Sawyer
- 1991 : Meurtre au 101 (Murder 101) : Robert Miner
- 1991 : Final Verdict : Al Boyd
- 1992 : Les Ailes d'un ange (A Message from Holly) : Guy Welks
- 1996 : Harcèlement sur le web (Deadly Web) : Barry
- 1997 : Quicksilver Highway : Kerry Parker / Bill Hogan
- 1997 : Breast Men : l'avocat de Larson
- 1999 : Dorothy Dandridge, le destin d'une diva (Introducing Dorothy Dandridge) : le manager du Vegas Hotel
- 1999 : Unité spéciale : Une femme d'action (A.T.F.) : l'assistant du directeur Hale
- 2005 : Better Days : Brian McGuire
- 2009 : Last of the Ninth : Allan Wells (pilote de série abandonnée)
- 2014 : Rendez-moi mon bébé (Taken Away) de Michael Feifer : le chef du personnel

#### Séries télévisées
- 1984 : Loterie (Lottery!) : ? (saison 1, épisode 12)
- 1986 : Better Days (en) : Brian McGuire (11 épisodes)
- 1987 : La Malédiction du loup-garou (Werewolf) : Theodore « Ted » Nichols (saison 1, épisode 1)
- 1988 : Cosby Show (The Cosby Show) : M. Jenkins (saison 5, épisode 4)
- 1990 : Code Quantum (Quantum Leap) : Will (saison 2, épisode 12)
- 1990 : Monsters : Alex (saison 2, épisode 16)
- 1990 / 1995 : Arabesque (Murder, She Wrote) : Stephen Thurlow / Peter Franklin (saison 7, épisode 4 / saison 12, épisodes 6 et 7)
- 1992 : Les Sœurs Reed (Sisters) : Jim Atwater (saison 2, épisode 12)
- 1992 : Guerres privées (Civil Wars) : Anthony Jecker (saison 2, épisode 7)
- 1993 : La Loi de Los Angeles (L.A. Law) : Anthony Marciante (saison 7, épisode 12)
- 1993 : Les Anges de la ville (Sirens) : Jeremy Beecher (saison 1, épisode 4)
- 1995 : SeaQuest, police des mers (SeaQuest DSV) : Avatar (saison 2, épisode 15)
- 1995 : L'Homme de nulle part (Nowhere Man) : Dr Moen (saison 1, épisode 4)
- 1996-1997 : Star Trek: Voyager : Michael Jonas (6 épisodes)
- 1996 : Sept à la maison (7th Heaven) : Steve (saison 1, épisode 4)
- 1996 : Le Caméléon (The Pretender) : Jeffrey Baytos (saison 1, épisode 7)
- 1996 : New York Police Blues (NYPD Blue) : Fred (saison 4, épisode 7)
- 1996 : Dark Skies : L'Impossible Vérité (Dark Skies) : Mark Simonson (saison 1, épisode 9)
- 1997 : La Vie à cinq (Party of Five) : Paul Archer (saison 3, épisode 16)
- 1997 : Viper : Timothy Ramsay (saison 1, épisode 20)
- 1997 : The Parent 'Hood (en) : Douglas (saison 4, épisode 9)
- 1997 : Dharma et Greg (Dharma and Greg) : agent Gerson (saison 1, épisode 9)
- 1999 : Will et Grace (Will and Grace) : Alex (saison 1, épisode 12)
- 1999 : Ultime Recours (Vengeance Unlimited) : Steve Bazini (saison 1, épisode 15)
- 1999 : Nash Bridges : Jim Edwards (saison 4, épisode 17)
- 1999 : Premiers secours (Rescue 77) : ? (saison 1, épisode 5)
- 1999 : Charmed : Brent Miller (saison 1, épisode 19)
- 1999 : La Force du destin (All My Children) : le père Tony (épisode 7733)
- 1999-2000 : Profiler : Danny Burke (4 épisodes)
- 2000 : Ally McBeal : l'avocat (saison 3, épisode 12)
- 2000 : Amy : Paul Brody (saison 1, épisode 18)
- 2000 : Hollywood Off-Ramp : ? (saison 1, épisode 15)
- 2000 : Diagnostic : Meurtre (Diagnosis Murder) : Dr Heart (saison 8, épisode 5)
- 2001 : Six Feet Under : le père Clark (saison 1, épisode 7)
- 2001-2004 : Le Protecteur (The Guardian) : Jake Straka (67 épisodes)
- 2004 : Preuve à l'appui (Crossing Jordan) : Phil (saison 4, épisode 1)
- 2004 : FBI : Portés disparus (Without a Trace) : Leo Cota (saison 3, épisode 3)
- 2004 / 2010 : Les Experts (CSI: Crime Scene Investigation) : Aaron Laner / Donald Fiore (saison 5, épisode 8 / saison 10, épisode 11)
- 2005 : Urgences (ER) : M. Kirkendall (saison 11, épisodes 16 et 17)
- 2005 : Les Experts : Manhattan (CSI: NY) : avocat du district Latham (saison 1, épisodes 22 et 23)
- 2005 : Inconceivable (en) : Bob Brewer (saison 1, épisode 9)
- 2005 : Just Legal : le père Ross (saison 1, épisodes 1 et 2)
- 2005 : Threshold : Premier Contact (Threshold) : Richard Tate (saison 1, épisode 4)
- 2005 : Numbers : Malcolm Galway (saison 2, épisode 4)
- 2005 : Nip/Tuck : Silas Prine (saison 3, épisode 6)
- 2006 : The Closer : L.A. enquêtes prioritaires (The Closer) : Derek Draper (saison 2, épisode 10)
- 2006 : Standoff : Les Négociateurs (Standoff) : Donald Leeson (saison 1, épisode 6)
- 2006 : Les Experts : Miami (CSI: Miami) : Larry Fremont (saison 5, épisode 11)
- 2007 : 24 Heures chrono (24) : Ray Wallace (4 épisodes)
- 2007 : Eyes : Sam Solomon (saison 1, épisode 10)
- 2007 : Grey's Anatomy : Paul (saison 3, épisodes 22 et 23)
- 2007 : Cold Case : Affaires classées (Cold Case) : Henry Raymes (saison 5, épisode 1)
- 2007 : Bones : Doug Doyley (saison 3, épisode 1)
- 2007 : Journeyman : Aeden Bennett (saison 1, épisodes 9 et 10)
- 2008 : Shark : Christopher Hoffs (saison 2, épisode 16)
- 2008 : Gemini Division (en) : Ryder (épisode inconnu)
- 2008 : Ghost Whisperer : Larry Jones (saison 4, épisode 3)
- 2008-2009 : Prison Break : Ralph Becker (6 épisodes)
- 2009 : Big Love : Rob O'Hare (saison 3, épisode 1)
- 2009 : Eleventh Hour : Dr Matthew Kaplan (saison 1, épisode 11)
- 2009 : Les Feux de l'amour (The Young and the Restless) : agent Howard Aucker (6 épisodes - non crédité)
- 2009 : Dollhouse : Richard (saison 1, épisode 0)
- 2009 : Hawthorne : Infirmière en chef (Hawthorne) : Doug Gache (saison 1, épisode 8)
- 2009 : Mentalist : Hollis Dunninger (saison 2, épisode 1)
- 2009 : Heroes : le shérif Werner (saison 4, épisode 7)
- 2010 : Médium (Medium) : Josh Berryman (saison 6, épisode 19)
- 2010 : New York, unité spéciale (Law and Order: Special Victims Unit) : Wayne Hankett (saison 11, épisode 23)
- 2010 : Lie to Me : Prosser (saison 2, épisode 12)
- 2010 : Rizzoli et Isles (Rizzoli and Isles) : M. Davis (saison 1, épisode 4)
- 2010-2011 : La Vie secrète d'une ado ordinaire (The Secret Life of the American Teenager) : Dave (saison 3, épisodes 11 et 18)
- 2010 : The Defenders : Walter (saison 1, épisode 2)
- 2010 : Dexter : Jim McCourt (3 épisodes)
- 2010 : NCIS : Enquêtes spéciales (NCIS: Naval Criminal Investigative Service) : Rupert Kritzer (saison 8, épisode 6)
- 2010 : Burn Notice : Pete Jackman (saison 4, épisode 16)
- 2011 : Detroit 1-8-7 : Marcus Wiler (saison 1, épisode 15)
- 2011 : Criminal Minds: Suspect Behavior : Davis Scofield (saison 1, épisode 1)
- 2011 : Super Hero Family (No Ordinary Family) : inspecteur O'Bannon (saison 1, épisode 19)
- 2011 : Los Angeles, police judiciaire (Law and Order: Los Angeles) : Dennis Ackroyd (saison 1, épisode 18)
- 2011 : Drop Dead Diva : Donny Gibson (saison 3, épisode 10)
- 2011-2018 : Once Upon a Time : Archibald « Archie » Hopper / Jiminy Cricket (46 épisodes)
- 2012 : Esprits criminels (Criminal Minds) : Carl Finster (saison 8, épisode 9)
- 2013 : The Good Wife : M. Jaffer (saison 4, épisode 14)
- 2013 : Monday Mornings : M. Cooper (saison 1, épisode 3)
- 2013 : Chicago Fire : Larry Herrmann (saison 1, épisode 19)
- 2013 : Castle : Dr Darrell Meeks (saison 5, épisode 20)
- 2013 : Perception : Jerry Brockner (saison 2, épisode 2)
- 2013 : La Diva du divan (Necessary Roughness) : Carl Weber (saison 3, épisodes 5 et 6)
- 2014-2016 : First Murder (Murder in the First) : David Molk (32 épisodes)
- 2014 : Scorpion : le curateur Paulson (saison 1, épisode 6)
- 2014 : Lantern City : Kendal Kornick (projet de série n'ayant pas abouti)
- 2015 : Stalker : Drew Summers (saison 1, épisode 12)
- 2015 : Hawaii 5-0 (Hawaii Five-0) : Sam Alexander (saison 5, épisode 18)
- 2015 : iZombie : Richard « Rick » DePalma (saison 2, épisode 4)
- 2016 : NCIS : Los Angeles (NCIS: Los Angeles) : Leo Chadmont (saison 7, épisode 12)
- 2016 : Elementary : Richard Davenport (saison 4, épisode 7)
- 2016 : Better Call Saul : M. McGill (saison 2, épisode 7)
- 2017 : Bates Motel : George Lowery (saison 5, épisode 5)
- 2017 : Night Shift : VA docteur (saison 2, épisode 7)
- 2017 : Law and Order True Crime : Jon Conte (2 épisodes)
- 2017 : Longmire : agent Decker (3 épisodes)
- 2017 : Wisdom : Tous contre le crime (Wisdom of the Crowd) : Isaac Wallace (saison 1, épisode 8)
- 2017 : New York, unité spéciale : avocat de la défense Harold Timmons (saison 18, épisode 9)
- 2018 : Blue Bloods : Mickey Rodansky (saison 8, épisode 14)
- 2018 : MacGyver : Ralph Jericho (saison 2, épisode 20)
- 2018 : Good Doctor (The Good Doctor) : Harry / Edward Austin Thomas (saison 2, épisode 1)
- 2019 : NCIS : Nouvelle-Orléans (NCIS: New Orleans) : Jeff Grassley (saison 5, épisode 13)
- 2019 : Blacklist (The Blacklist) : Ned Green (saison 6, épisode 16)
- 2020 : Hunters : Dieter Zweigelt (saison 1, épisode 5)
- 2020 : Fear the Walking Dead : Ed (saison 6, épisode 7)
- 2021 : New Amsterdam : le capitaine Dane Starks (saison 3, épisode 1)
- 2021 : Les Experts : Vegas (CSI: Vegas) : Scott Jackson (saison 1, épisode 4)
- 2022 : The Resident : le lieutenant-gouverneur Beaumont (2 épisodes)
- 2022 : 1883 : le major Hemphill (saison 1, épisode 10)
- 2022 : The Rookie : Le Flic de Los Angeles (The Rookie) : Jonah Russell (saison 4, épisode 17)
- 2022 : Gaslit : Charles N. Shaffer (mini-série, 2 épisodes)
- 2022 : Dahmer – Monstre : L'Histoire de Jeffrey Dahmer : Maire John Norquist (mini-série, épisode 7)
- 2024 : New York, police judiciaire : Brian Lee (saison 24, épisode 4)

#### Séries d'animation
- 1999 : Roughnecks: The Starship Troopers Chronicles : lieutenant Bernstein (saison 1, épisode 7)
- 2006 : La Ligue des justiciers (Justice League) : Boston Brand / Deadman et Atomic Skull (voix originale - saison 5, épisode 6)
- 2006 : Avatar, le dernier maître de l'air : le professeur Zei et voix additionnelles (voix originale - saison 2, épisode 10)
- 2007 : Random! Cartoons : Willy (voix originale - saison 1, épisode 28)

### Jeux vidéo
- 1998 : Grim Fandango : Terry Malloy / le premier mécanicien / Arnold (voix originale)
- 1998 : Star Wars: Rogue Squadron : Dack Ralter (voix originale)
- 2000 : Star Wars: Force Commander : Dellis Tantor (voix originale)
- 2003 : Star Wars: Knights of the Old Republic : Carth Onasi (voix originale)
- 2004 : EverQuest II : Generic Gnome Enemy / Generic Skeleton Enemy / Generic Troll Enemy (voix originale)
- 2004 : Star Wars: Knights of the Old Republic 2 - The Sith Lords : Carth Onasi (voix originale)
- 2005 : Star Wars: Republic Commando : Delta 62 Scorch (voix originale)
- 2007 : Medal of Honor: Vanguard : Pvt. Mike Slauson / des soldats alliés (voix originale)
- 2007 : Mass Effect : lieutenant Kaidan Alenko (voix originale)
- 2010 : Mass Effect 2 : lieutenant Kaidan Alenko (voix originale)
- 2012 : Mass Effect 3 : lieutenant Kaidan Alenko (voix originale)
- 2021 : Mass Effect: Legendary Edition : lieutenant Kaidan Alenko (voix originale)

### Réalisation et production
- 2013 : On Begley Street (web-série de 9 épisodes, également producteur exécutif)
- 2013 : Jenna's Studio (web-série, également producteur exécutif)
- 2014 : Is There Hope for Planet Earth (court-documentaire, également producteur exécutif)
- 2015 : A Concrete River: Reviving the Waters of Los Angeles (court-documentaire, également producteur exécutif)
- 2017 : The Bird Who Could Fly (court métrage, également scénariste et producteur)
- 2019 : LA Foodways (documentaire, également producteur exécutif)
- 2019 : The Tricky Part (documentaire biographique, également producteur)
- 2020 : Lewis MacAdams: A Celebration of Life (documentaire, également producteur)

Prochainement
- date inconnue : Only in Theatres (documentaire, comme producteur exécutif)
- date inconnue : Watts Action (documentaire, également producteur exécutif - en postproduction)

## Voix francophones
En France, Guillaume Lebon et Éric Aubrahn sont les voix françaises régulières en alternance de Raphael Sbarge. Éric Missoffe l'a également doublé à onze reprises.